# Ханс Фридрих фон Хеслер
Ханс Фридрих фон Хеслер (на немски: Hans Friedrich von Hessler; * 22 октомври 1610 в Клостерхеслер, част от Клостерхезелер в Саксония-Анхалт; † 19 декември 1667 в Баглщет) е полковник, благородник от стария благороднически род фон Хеслер от Тюрингия, собственик на рицарските имения Бургхеслер и Балгщет в Саксония-Анхалт.
Той е син на Ханс Хайнрих фон Хеслер (1568 – 1634) и съпругата му Мария фон Вицлебен († 1630), внучка на Георг Фридрих фон Вицлебен († сл. 1556) и Отилия фон Карпфен, и дъщеря на Георг-Волмар фон Вицлебен († 1569) и Анна фон Бенделебен († 1619). Внук е на Мориц фон Хеслер († 1589) и съпругата му Анна Маршал фон Хесен-Госерщет († 1698). Правнук е на Курт фон Хеслер († 1553) и Анна фон Пустер. Брат е на Ханс Хайнрих фон Хеслер (1608 – 1654). През 1616 г. фамилията Хеслер купува двореца и имението Балгщет в Саксония-Анхалт.
На 14 години той е изпратен от баща му в Бургшайдунген, за да учи яздене, фехтовка и други аристократични изкуства. На 16 години той започва 1626 г. военна служба при католическата императорска войска. По желание на евангелския си баща той напуска през 1630 г. военната служба и се връща в Клостерхойзелер. Той прави с по-големия си брат Ханс Хайнрих (1608 – 1654) платено от баща му пътуване, между другото е в Холандия. След това той отново започва военна служба този път на страната на протестантите. Той става лейтенант в тело-хранителнатагварда на курфюрст  Йохан Георг I Саксонски.
Ханс Фридрих фон Хеслер участва 1631 г. в Битката при Брайтенфелд и след това с охранителната гварда отива в Прага. Хеслер обединява 1632 г. след превземането на Прага от Валерщайн, остатъка от войниците на охранителнатагварда в „компания цу Рос“ и отива с нея в Дрезден при регимента на полковник Фридрих Вилхелм Вицтум фон Екщет. След успешни битки той напуска войската на Курфюрство Саксония през 1633 г. и се връща обратно в Клостерхезелер. Там през януари 1634 г. шведският канцлер Аксел Оксенщирна го прави полковник и командир на полк/регимент. Той служи след това във войската на херцог Вилхелм фон Саксония-Ваймар и след това във войската на фелдмаршал Банер. След мира в Прага (1635) курфюрст Йохан Георг I Саксонски го задължава да напусне шведската войска. Той се връща 1634 г. в Клостерхезелер, когато баща му умира. При наследствена подялба той получава 1635 г. Бургхезлер и половината на рицарското имение Балгщет. През 1646 г. той купува другата половина на Балгщет от брат си Ханс Хайнрих фон Хеслер.
През 1661 г. той получа за заслугите си рицарското имение Балгщет и други земи от курфюрст Йохан Георг II Саксонски. Той построява на ново имението и се мести от Бургхеслер в новопостроения дворец в Балгщет. Там той престроява малката църква и построява наследствено гробно място. Катарина Назо, съпругата на амтс-хауптман Хайнрих Кристоф Назо (1614 – 1666), му дава през ноември 1662 г. на заем 1 000 талер, които му трябват за студентските пътувания на синовете му. Тя получа за това като залог рицарското имение Балгщет.
След дълго боледуване той умира 1667 г. на 57 години и е погребан в наследственото гробище Бургхеслер.

## Фамилия
Ханс Фридрих фон Хеслер се жени на 4 август 1634 г. в Наумбург (Заале) за Кристина фон Буркерсрода, дъщеря на саксонския съветник Ханс Фридрих фон Буркерсрода (1574 – 1640). Те имат децата:
- Фридрих Хайнрих (умира като дете)
- Елизабет Доротея (умира като дете)
- Агнес Мария Магдалена фон Хеслер (* 12 юли 1637, Наумбург; † 23 декември 1665, Дрезден), омъжена на 28 ноември 1665 г. в Бургхеслер за фрайхер Фридрих фон Вертерн (* 26 юни 1630, Рьота; † 21 декември 1686, Дрезден); родители на:
  - Елеонора София фон Вертерн (* 1 февруари 1657, Байхлинген; † 26 септември 1720), омъжена на 9 юли 1678 г. за Кристиан Лудвиг фон Еберщайн (* 15 октомври 1650; † 24 октомври 1717)
- Георг Рудолф в Балгщет (* 1641; † 30 май 1687 в Егер)
- Ханс Фридрих в Бургхайслер (* 7 ноември 1642; † 9 март 1707)
- Мориц Кристоф (1643 – 1702), собственик в Рабис, Мьокерн и Лихтенхайн
- Ханс Хайнрих (* 7 юли 1646), брауншвайг-люнебургски хауптман в Дьолиц
- Мелхиор Хайнрих (1648 – 1708), болнав и братята му му излащат наследстваната му част
- Мария Кристина, омъжена за Ханс фон Вертерн в Байхлинген и Фрондорф, Гутхмансхаузен, Кьоледа и Лойбинген